# NGC 5874
NGC 5874 este o intermediate spiral galaxy⁠(d) situată în constelația Boarul. A fost descoperită în 11 iunie 1885 de către Lewis A. Swift. Se află la o distanță de 50,82 de megaparseci de Pământ.